# Gerda Ljungstedt
Gerda Amalia Sofia Ljungstedt, född Molin 10 december 1860 i Stockholm, död 20 april 1942 i Hölö församling, var en svensk konstnär. 
Hon var dotter till Johan Molin och Emma Emilia Erhardina Broberg och från 1903 gift med majoren Kristian Georg Ljungstedt. 
Ljungstedt studerade skulptur för sin far och sökte sig senare till August Malmström för att lära sig olika tekniker vid framställandet av bildkonst; därefter studerade hon i Paris 1883. Hon medverkade i Svenska konstnärinnors utställningar. Hennes konst består till en stor del av porträtt.